# Rockstar Games
Rockstar Games er udviklingsafdelingen hos computerspilsudgiveren Take-Two Interactive, som har domicil i New York City, USA. Mærket er mest kendt for Grand Theft Auto-serien.

## Udviklede videospil
| Wild Metal Country                                                | Microsoft Windows                        | February 1, 1999   | DMA Design |
| Grand Theft Auto: Mission Pack #1 - London 1969                   | MS-DOS                                   | April 6, 1999      | Rockstar Canada                                                                                                |
| Grand Theft Auto: Mission Pack #1 - London 1969                   | Microsoft Windows                        | April 6, 1999      | Rockstar Canada                                                                                                |
| Grand Theft Auto: Mission Pack #1 - London 1969                   | PlayStation                              | April 30, 1999     | Runecraft |
| Grand Theft Auto: Mission Pack #2 - London 1961                   | MS-DOS                                   | July 1, 1999       | Rockstar Canada                                                                                                |
| Grand Theft Auto: Mission Pack #2 - London 1961                   | Microsoft Windows                        | July 1, 1999       | Rockstar Canada                                                                                                |
| Monster Truck Madness 64                                          | Nintendo 64                              | July 30, 1999      | Edge of Reality                                                                                                |
| Grand Theft Auto 2                                                | Microsoft Windows                        | September 30, 1999 | DMA Design |
| Grand Theft Auto 2                                                | PlayStation                              | October 26, 1999   | DMA Design |
| Earthworm Jim 3D                                                  | Nintendo 64                              | October 31, 1999   | VIS Entertainment                                                                                              |
| Thrasher: Skate and Destroy                                       | PlayStation                              | November 15, 1999  | Z-Axis |
| Evel Knievel                                                      | Game Boy Color                           | November 22, 1999  | Tarantula Studios                                                                                              |
| Grand Theft Auto                                                  | Game Boy Color                           | November 22, 1999  | Tarantula Studios                                                                                              |
| Wild Metal                                                        | Dreamcast                                | February 1, 2000   | DMA Design |
| Grand Theft Auto 2                                                | Dreamcast                                | April 30, 2000     | DMA Design |
| Austin Powers: Oh, Behave!                                        | Game Boy Color                           | September 17, 2000 | Tarantula Studios                                                                                              |
| Austin Powers: Welcome to My Underground Lair!                    | Game Boy Color                           | September 17, 2000 | Tarantula Studios                                                                                              |
| Midnight Club: Street Racing                                      | PlayStation 2                            | October 26, 2000   | Angel Studios                                                                                                  |
| Smuggler's Run                                                    | PlayStation 2                            | October 26, 2000   | Angel Studios                                                                                                  |
| Surfing H3O                                                       | PlayStation 2                            | October 27, 2000   | Opus Corporation                                                                                               |
| Grand Theft Auto 2                                                | Game Boy Color                           | December 12, 2000  | Tarantula Studios                                                                                              |
| Oni                                                               | PlayStation 2                            | January 29, 2001   | Rockstar Canada                                                                                                |
| Grand Theft Auto III                                              | PlayStation 2                            | October 23, 2001   | DMA Design |
| Smuggler's Run 2: Hostile Territory                               | PlayStation 2                            | October 29, 2001   | Angel Studios                                                                                                  |
| Max Payne                                                         | Xbox                                     | December 11, 2001  | Neo Software Produktions                                                                                       |
| Max Payne                                                         | PlayStation 2                            | December 12, 2001  | Rockstar Canada                                                                                                |
| State of Emergency                                                | PlayStation 2                            | February 13, 2002  | VIS Entertainment                                                                                              |
| The Italian Job                                                   | PlayStation                              | May 3, 2002        | Pixelogic |
| Grand Theft Auto III                                              | Microsoft Windows                        | May 21, 2002       | Rockstar North                                                                                                 |
| Smuggler's Run: Warzones                                          | GameCube                                 | August 6, 2002     | Angel Studios                                                                                                  |
| Grand Theft Auto: Vice City                                       | PlayStation 2                            | October 29, 2002   | Rockstar North                                                                                                 |
| State of Emergency                                                | Xbox                                     | March 26, 2003     | VIS Entertainment                                                                                              |
| Midnight Club II                                                  | PlayStation 2                            | April 8, 2003      | Rockstar San Diego                                                                                             |
| Grand Theft Auto: Vice City                                       | Microsoft Windows                        | May 13, 2003       | Rockstar North                                                                                                 |
| Midnight Club II                                                  | Xbox                                     | June 3, 2003       | Rockstar San Diego                                                                                             |
| Midnight Club II                                                  | Microsoft Windows                        | July 2, 2003       | Rockstar San Diego                                                                                             |
| Max Payne 2: The Fall of Max Payne                                | Microsoft Windows                        | October 13, 2003   | Remedy Entertainment                                                                                           |
| Rockstar Games Double Pack: Grand Theft Auto                      | Xbox                                     | November 4, 2003   | Rockstar Vienna                                                                                                |
| Manhunt                                                           | PlayStation 2                            | November 18, 2003  | Rockstar North                                                                                                 |
| Max Payne 2: The Fall of Max Payne                                | Xbox                                     | November 25, 2003  | Rockstar Vienna                                                                                                |
| Max Payne 2: The Fall of Max Payne                                | PlayStation 2                            | December 3, 2003   | Rockstar Vienna                                                                                                |
| Max Payne                                                         | Game Boy Advance                         | December 16, 2003  | Möbius Entertainment                                                                                           |
| Manhunt                                                           | Microsoft Windows                        | April 20, 2004     | Rockstar North                                                                                                 |
| Manhunt                                                           | Xbox                                     | April 20, 2004     | Rockstar North                                                                                                 |
| Red Dead Revolver                                                 | PlayStation 2                            | May 4, 2004        | Rockstar San Diego                                                                                             |
| Red Dead Revolver                                                 | Xbox                                     | May 4, 2004        | Rockstar San Diego                                                                                             |
| Grand Theft Auto Advance                                          | Game Boy Advance                         | October 25, 2004   | Digital Eclipse Software                                                                                       |
| Grand Theft Auto: San Andreas                                     | PlayStation 2                            | October 26, 2004   | Rockstar North                                                                                                 |
| Midnight Club 3: DUB Edition                                      | PlayStation 2                            | April 12, 2005     | Rockstar San Diego                                                                                             |
| Midnight Club 3: DUB Edition                                      | Xbox                                     | April 12, 2005     | Rockstar San Diego                                                                                             |
| Grand Theft Auto: San Andreas                                     | Microsoft Windows                        | June 7, 2005       | Rockstar North                                                                                                 |
| Grand Theft Auto: San Andreas                                     | Xbox                                     | June 7, 2005       | Rockstar North                                                                                                 |
| Midnight Club 3: DUB Edition                                      | PlayStation Portable                     | June 26, 2005      | Rockstar Leeds                                                                                                 |
| The Warriors                                                      | PlayStation 2                            | October 17, 2005   | Rockstar Toronto                                                                                               |
| The Warriors                                                      | Xbox                                     | October 17, 2005   | Rockstar Toronto                                                                                               |
| Grand Theft Auto: Liberty City Stories                            | PlayStation Portable                     | October 24, 2005   | Rockstar Leeds / Rockstar Leeds                                                                                |
| Midnight Club 3: DUB Edition Remix                                | PlayStation 2                            | March 13, 2006     | Rockstar San Diego                                                                                             |
| Midnight Club 3: DUB Edition Remix                                | Xbox                                     | March 13, 2006     | Rockstar San Diego                                                                                             |
| Rockstar Games presents Table Tennis                              | Xbox 360                                 | May 22, 2006       | Rockstar San Diego / Rockstar Vienna                                                                           |
| Grand Theft Auto: Liberty City Stories                            | PlayStation 2                            | June 6, 2006       | Rockstar Leeds / Rockstar Leeds                                                                                |
| Bully                                                             | PlayStation 2                            | October 17, 2006   | Rockstar Vancouver                                                                                             |
| Grand Theft Auto: Vice City Stories                               | PlayStation Portable                     | October 31, 2006   | Rockstar Leeds / Rockstar Leeds                                                                                |
| The Warriors                                                      | PlayStation Portable                     | February 12, 2007  | Rockstar Leeds                                                                                                 |
| Grand Theft Auto: Vice City Stories                               | PlayStation 2                            | March 6, 2007      | Rockstar Leeds / Rockstar Leeds                                                                                |
| Rockstar Games presents Table Tennis                              | Wii                                      | October 16, 2007   | Rockstar Leeds / Rockstar Leeds                                                                                |
| Manhunt 2                                                         | PlayStation 2                            | October 30, 2007   | Rockstar London / Rockstar London / Rockstar North                                                             |
| Manhunt 2                                                         | PlayStation Portable                     | October 30, 2007   | Rockstar Leeds / Rockstar London                                                                               |
| Manhunt 2                                                         | Wii                                      | October 30, 2007   | Rockstar Toronto / Rockstar London                                                                             |
| Bully: Scholarship Edition                                        | Wii                                      | March 4, 2008      | Rockstar Toronto / Rockstar Vancouver                                                                          |
| Bully: Scholarship Edition                                        | Xbox 360                                 | March 4, 2008      | Mad Doc Software / Mad Doc Software                                                                            |
| Grand Theft Auto IV                                               | PlayStation 3                            | April 29, 2008     | Rockstar North                                                                                                 |
| Grand Theft Auto IV                                               | Xbox 360                                 | April 29, 2008     | Rockstar North                                                                                                 |
| Bully: Scholarship Edition                                        | Microsoft Windows                        | October 21, 2008   | Rockstar New England / Rockstar New England                                                                    |
| Midnight Club: L.A. Remix                                         | PlayStation Portable                     | October 21, 2008   | Rockstar London / Rockstar London                                                                              |
| Midnight Club: Los Angeles                                        | PlayStation 3                            | October 21, 2008   | Rockstar San Diego                                                                                             |
| Midnight Club: Los Angeles                                        | Xbox 360                                 | October 21, 2008   | Rockstar San Diego                                                                                             |
| Grand Theft Auto: San Andreas                                     | Xbox Originals on Xbox 360               | November 11, 2008  | Rockstar North                                                                                                 |
| Grand Theft Auto IV                                               | Microsoft Windows                        | December 2, 2008   | Rockstar Toronto / Rockstar New England                                                                        |
| Grand Theft Auto IV: The Lost and Damned                          | Xbox 360                                 | February 17, 2009  | Rockstar North                                                                                                 |
| Grand Theft Auto: Chinatown Wars                                  | Nintendo DS                              | March 17, 2009     | Rockstar Leeds / Rockstar Leeds / Rockstar London                                                              |
| Midnight Club: Los Angeles – South Central Premium Upgrade        | PlayStation 3                            | March 19, 2009     | Rockstar San Diego                                                                                             |
| Midnight Club: Los Angeles – South Central Premium Upgrade        | Xbox 360                                 | March 19, 2009     | Rockstar San Diego                                                                                             |
| Max Payne                                                         | Xbox Originals on Xbox 360               | April 27, 2009     | Neo Software Produktions                                                                                       |
| Max Payne 2: The Fall of Max Payne                                | Xbox Originals on Xbox 360               | April 27, 2009     | Rockstar Vienna                                                                                                |
| Beaterator                                                        | iOS                                      | September 29, 2009 | Rockstar Leeds                                                                                                 |
| Beaterator                                                        | PlayStation Portable                     | September 29, 2009 | Rockstar Leeds                                                                                                 |
| Grand Theft Auto: Chinatown Wars                                  | PlayStation Portable                     | October 20, 2009   | Rockstar Leeds / Rockstar Leeds / Rockstar London                                                              |
| Grand Theft Auto: The Ballad of Gay Tony                          | Xbox 360                                 | October 29, 2009   | Rockstar North                                                                                                 |
| Manhunt 2                                                         | Microsoft Windows                        | November 6, 2009   | Rockstar London                                                                                                |
| Grand Theft Auto: Chinatown Wars                                  | iOS                                      | January 18, 2010   | Rockstar Leeds / Rockstar Leeds                                                                                |
| Grand Theft Auto IV: The Lost and Damned                          | Microsoft Windows                        | April 13, 2010     | Rockstar Toronto / Rockstar New England                                                                        |
| Grand Theft Auto IV: The Lost and Damned                          | PlayStation 3                            | April 13, 2010     | Rockstar North                                                                                                 |
| Grand Theft Auto: The Ballad of Gay Tony                          | Microsoft Windows                        | April 13, 2010     | Rockstar Toronto / Rockstar New England                                                                        |
| Grand Theft Auto: The Ballad of Gay Tony                          | PlayStation 3                            | April 13, 2010     | Rockstar North                                                                                                 |
| Red Dead Redemption                                               | PlayStation 3                            | May 18, 2010       | Rockstar San Diego / Rockstar San Diego / Rockstar Leeds / Rockstar New England                                |
| Red Dead Redemption                                               | Xbox 360                                 | May 18, 2010       | Rockstar San Diego / Rockstar San Diego / Rockstar Leeds / Rockstar New England                                |
| Red Dead Redemption: Undead Nightmare                             | PlayStation 3                            | October 26, 2010   | Rockstar San Diego                                                                                             |
| Red Dead Redemption: Undead Nightmare                             | Xbox 360                                 | October 26, 2010   | Rockstar San Diego                                                                                             |
| Grand Theft Auto III                                              | macOS                                    | November 12, 2010  | TransGaming |
| Grand Theft Auto: San Andreas                                     | macOS                                    | November 12, 2010  | TransGaming |
| Grand Theft Auto: Vice City                                       | macOS                                    | November 12, 2010  | TransGaming |
| L.A. Noire                                                        | PlayStation 3                            | May 17, 2011       | Team Bondi / Team Bondi / Rockstar Leeds / Rockstar San Diego / Rockstar New England                           |
| L.A. Noire                                                        | Xbox 360                                 | May 17, 2011       | Team Bondi / Team Bondi / Rockstar Leeds / Rockstar San Diego / Rockstar New England                           |
| L.A. Noire: "A Slip of the Tongue" Traffic Desk Case              | PlayStation 3                            | May 31, 2011       | Team Bondi |
| L.A. Noire: "A Slip of the Tongue" Traffic Desk Case              | Xbox 360                                 | May 31, 2011       | Team Bondi |
| L.A. Noire: "The Naked City" Vice Desk Case                       | PlayStation 3                            | May 31, 2011       | Team Bondi |
| L.A. Noire: "The Naked City" Vice Desk Case                       | Xbox 360                                 | May 31, 2011       | Team Bondi |
| L.A. Noire: "Nicholson Electroplating" Arson Desk Case            | PlayStation 3                            | June 21, 2011      | Team Bondi |
| L.A. Noire: "Nicholson Electroplating" Arson Desk Case            | Xbox 360                                 | June 21, 2011      | Team Bondi |
| L.A. Noire: "Reefer Madness" Vice Desk Case                       | PlayStation 3                            | July 12, 2011      | Team Bondi |
| L.A. Noire: "Reefer Madness" Vice Desk Case                       | Xbox 360                                 | July 12, 2011      | Team Bondi |
| L.A. Noire: "The Consul's Car" Traffic Desk Case                  | PlayStation 3                            | July 29, 2011      | Team Bondi |
| L.A. Noire: The Complete Edition                                  | Microsoft Windows                        | November 8, 2011   | Rockstar Leeds                                                                                                 |
| Grand Theft Auto III: 10 Year Anniversary Edition                 | Android                                  | December 15, 2011  | War Drum Studios                                                                                               |
| Grand Theft Auto III: 10 Year Anniversary Edition                 | iOS                                      | December 15, 2011  | War Drum Studios                                                                                               |
| Max Payne Mobile                                                  | iOS                                      | April 12, 2012     | War Drum Studios                                                                                               |
| Max Payne 3                                                       | PlayStation 3                            | May 15, 2012       | Rockstar Studios                                                                                               |
| Max Payne 3                                                       | Xbox 360                                 | May 15, 2012       | Rockstar Studios                                                                                               |
| Max Payne 3                                                       | Microsoft Windows                        | June 1, 2012       | Rockstar Studios                                                                                               |
| Max Payne Mobile                                                  | Android                                  | June 14, 2012      | War Drum Studios                                                                                               |
| Grand Theft Auto: Vice City – 10th Anniversary Edition            | iOS                                      | December 6, 2012   | War Drum Studios                                                                                               |
| Grand Theft Auto: Vice City – 10th Anniversary Edition            | Android                                  | December 12, 2012  | War Drum Studios                                                                                               |
| Max Payne 3                                                       | macOS                                    | June 20, 2013      | Rockstar Studios                                                                                               |
| Grand Theft Auto: iFruit                                          | iOS                                      | September 16, 2013 | Rockstar North                                                                                                 |
| Grand Theft Auto V                                                | PlayStation 3                            | September 17, 2013 | Rockstar North / Rockstar San Diego / Rockstar Leeds / Rockstar North / Rockstar New England / Rockstar London |
| Grand Theft Auto V                                                | Xbox 360                                 | September 17, 2013 | Rockstar North / Rockstar San Diego / Rockstar Leeds / Rockstar North / Rockstar New England / Rockstar London |
| Grand Theft Auto Online                                           | PlayStation 3                            | October 1, 2013    | Rockstar North                                                                                                 |
| Grand Theft Auto Online                                           | Xbox 360                                 | October 1, 2013    | Rockstar North                                                                                                 |
| Grand Theft Auto: iFruit                                          | Android                                  | October 28, 2013   | Rockstar North                                                                                                 |
| Grand Theft Auto: iFruit                                          | Windows Phone                            | November 19, 2013  | Rockstar North                                                                                                 |
| Grand Theft Auto Online: Beach Bum Update                         | PlayStation 3                            | November 21, 2013  | Rockstar North                                                                                                 |
| Grand Theft Auto Online: Beach Bum Update                         | Xbox 360                                 | November 21, 2013  | Rockstar North                                                                                                 |
| Grand Theft Auto: San Andreas                                     | iOS                                      | December 12, 2013  | War Drum Studios                                                                                               |
| Grand Theft Auto Online: Holiday Gifts                            | PlayStation 3                            | December 24, 2013  | Rockstar North                                                                                                 |
| Grand Theft Auto Online: Holiday Gifts                            | Xbox 360                                 | December 24, 2013  | Rockstar North                                                                                                 |
| Grand Theft Auto: San Andreas                                     | Android                                  | January 7, 2014    | War Drum Studios                                                                                               |
| Grand Theft Auto: San Andreas                                     | Fire OS                                  | January 7, 2014    | War Drum Studios                                                                                               |
| Grand Theft Auto: San Andreas                                     | Windows Phone                            | January 28, 2014   | War Drum Studios                                                                                               |
| Grand Theft Auto Online: The Valentine's Day Massacre Special     | PlayStation 3                            | February 13, 2014  | Rockstar North                                                                                                 |
| Grand Theft Auto Online: The Valentine's Day Massacre Special     | Xbox 360                                 | February 13, 2014  | Rockstar North                                                                                                 |
| Grand Theft Auto: San Andreas                                     | Microsoft Windows Apps                   | February 17, 2014  | War Drum Studios                                                                                               |
| Grand Theft Auto Online: The Business Update                      | PlayStation 3                            | March 4, 2014      | Rockstar North                                                                                                 |
| Grand Theft Auto Online: The Business Update                      | Xbox 360                                 | March 4, 2014      | Rockstar North                                                                                                 |
| Grand Theft Auto: iFruit                                          | PlayStation Vita                         | April 2, 2014      | Lucid Games |
| Grand Theft Auto Online: The High Life Update                     | PlayStation 3                            | May 13, 2014       | Rockstar North                                                                                                 |
| Grand Theft Auto Online: The High Life Update                     | Xbox 360                                 | May 13, 2014       | Rockstar North                                                                                                 |
| Grand Theft Auto III: 10 Year Anniversary Edition                 | Amazon Fire TV                           | May 15, 2014       | War Drum Studios                                                                                               |
| Grand Theft Auto III: 10 Year Anniversary Edition                 | Fire OS                                  | May 15, 2014       | War Drum Studios                                                                                               |
| Grand Theft Auto: San Andreas                                     | Amazon Fire TV                           | May 15, 2014       | War Drum Studios                                                                                               |
| Grand Theft Auto: Vice City – 10th Anniversary Edition            | Amazon Fire TV                           | May 15, 2014       | War Drum Studios                                                                                               |
| Grand Theft Auto: Vice City – 10th Anniversary Edition            | Fire OS                                  | May 15, 2014       | War Drum Studios                                                                                               |
| Grand Theft Auto Online: The "I'm Not a Hipster" Update           | PlayStation 3                            | June 17, 2014      | Rockstar North                                                                                                 |
| Grand Theft Auto Online: The "I'm Not a Hipster" Update           | Xbox 360                                 | June 17, 2014      | Rockstar North                                                                                                 |
| Grand Theft Auto Online: The Independence Day Special             | PlayStation 3                            | July 1, 2014       | Rockstar North                                                                                                 |
| Grand Theft Auto Online: The Independence Day Special             | Xbox 360                                 | July 1, 2014       | Rockstar North                                                                                                 |
| Grand Theft Auto Online: The San Andreas Flight School Update     | PlayStation 3                            | August 19, 2014    | Rockstar North                                                                                                 |
| Grand Theft Auto Online: The San Andreas Flight School Update     | Xbox 360                                 | August 19, 2014    | Rockstar North                                                                                                 |
| Grand Theft Auto Online: The Last Team Standing Update            | PlayStation 3                            | October 2, 2014    | Rockstar North                                                                                                 |
| Grand Theft Auto Online: The Last Team Standing Update            | Xbox 360                                 | October 2, 2014    | Rockstar North                                                                                                 |
| Grand Theft Auto: San Andreas                                     | Xbox 360                                 | October 26, 2014   | War Drum Studios                                                                                               |
| Grand Theft Auto V                                                | PlayStation 4                            | November 18, 2014  | Rockstar North / Rockstar San Diego / Rockstar Leeds / Rockstar North / Rockstar New England / Rockstar London |
| Grand Theft Auto V                                                | Xbox One                                 | November 18, 2014  | Rockstar North / Rockstar San Diego / Rockstar Leeds / Rockstar North / Rockstar New England / Rockstar London |
| Grand Theft Auto Online                                           | PlayStation 4                            | November 18, 2014  | Rockstar North                                                                                                 |
| Grand Theft Auto Online                                           | Xbox One                                 | November 18, 2014  | Rockstar North                                                                                                 |
| Grand Theft Auto: Chinatown Wars                                  | Android                                  | December 18, 2014  | War Drum Studios                                                                                               |
| Grand Theft Auto: Chinatown Wars                                  | Fire OS                                  | December 18, 2014  | War Drum Studios                                                                                               |
| Grand Theft Auto Online: Festive Surprise                         | PlayStation 3                            | December 18, 2014  | Rockstar North                                                                                                 |
| Grand Theft Auto Online: Festive Surprise                         | PlayStation 4                            | December 18, 2014  | Rockstar North                                                                                                 |
| Grand Theft Auto Online: Festive Surprise                         | Xbox 360                                 | December 18, 2014  | Rockstar North                                                                                                 |
| Grand Theft Auto Online: Festive Surprise                         | Xbox One                                 | December 18, 2014  | Rockstar North                                                                                                 |
| Grand Theft Auto Online: Heists                                   | PlayStation 3                            | March 10, 2015     | Rockstar North                                                                                                 |
| Grand Theft Auto Online: Heists                                   | PlayStation 4                            | March 10, 2015     | Rockstar North                                                                                                 |
| Grand Theft Auto Online: Heists                                   | Xbox 360                                 | March 10, 2015     | Rockstar North                                                                                                 |
| Grand Theft Auto Online: Heists                                   | Xbox One                                 | March 10, 2015     | Rockstar North                                                                                                 |
| Grand Theft Auto V                                                | Microsoft Windows                        | April 14, 2015     | Rockstar North / Rockstar San Diego / Rockstar Leeds / Rockstar North / Rockstar New England / Rockstar London |
| Grand Theft Auto Online                                           | Microsoft Windows                        | April 14, 2015     | Rockstar North                                                                                                 |
| Grand Theft Auto Online: Ill-Gotten Gains Part 1                  | Microsoft Windows                        | June 10, 2015      | Rockstar North                                                                                                 |
| Grand Theft Auto Online: Ill-Gotten Gains Part 1                  | PlayStation 3                            | June 10, 2015      | Rockstar North                                                                                                 |
| Grand Theft Auto Online: Ill-Gotten Gains Part 1                  | PlayStation 4                            | June 10, 2015      | Rockstar North                                                                                                 |
| Grand Theft Auto Online: Ill-Gotten Gains Part 1                  | Xbox 360                                 | June 10, 2015      | Rockstar North                                                                                                 |
| Grand Theft Auto Online: Ill-Gotten Gains Part 1                  | Xbox One                                 | June 10, 2015      | Rockstar North                                                                                                 |
| Grand Theft Auto Online: Ill-Gotten Gains Part 2                  | Microsoft Windows                        | July 8, 2015       | Rockstar North                                                                                                 |
| Grand Theft Auto Online: Ill-Gotten Gains Part 2                  | PlayStation 3                            | July 8, 2015       | Rockstar North                                                                                                 |
| Grand Theft Auto Online: Ill-Gotten Gains Part 2                  | PlayStation 4                            | July 8, 2015       | Rockstar North                                                                                                 |
| Grand Theft Auto Online: Ill-Gotten Gains Part 2                  | Xbox 360                                 | July 8, 2015       | Rockstar North                                                                                                 |
| Grand Theft Auto Online: Ill-Gotten Gains Part 2                  | Xbox One                                 | July 8, 2015       | Rockstar North                                                                                                 |
| Grand Theft Auto Online: Freemode Events Update                   | Microsoft Windows                        | September 15, 2015 | Rockstar North                                                                                                 |
| Grand Theft Auto Online: Freemode Events Update                   | PlayStation 4                            | September 15, 2015 | Rockstar North                                                                                                 |
| Grand Theft Auto Online: Freemode Events Update                   | Xbox One                                 | September 15, 2015 | Rockstar North                                                                                                 |
| Grand Theft Auto Online: Lowriders                                | Microsoft Windows                        | October 20, 2015   | Rockstar North                                                                                                 |
| Grand Theft Auto Online: Lowriders                                | PlayStation 4                            | October 20, 2015   | Rockstar North                                                                                                 |
| Grand Theft Auto Online: Lowriders                                | Xbox One                                 | October 20, 2015   | Rockstar North                                                                                                 |
| Grand Theft Auto Online: Halloween Surprise                       | Microsoft Windows                        | October 29, 2015   | Rockstar North                                                                                                 |
| Grand Theft Auto Online: Halloween Surprise                       | PlayStation 4                            | October 29, 2015   | Rockstar North                                                                                                 |
| Grand Theft Auto Online: Halloween Surprise                       | Xbox One                                 | October 29, 2015   | Rockstar North                                                                                                 |
| Grand Theft Auto: San Andreas                                     | PlayStation 3                            | December 1, 2015   | War Drum Studios                                                                                               |
| Grand Theft Auto III                                              | PlayStation 2 Originals on PlayStation 4 | December 5, 2015   | DMA Design |
| Grand Theft Auto: San Andreas                                     | PlayStation 2 Originals on PlayStation 4 | December 5, 2015   | Rockstar North                                                                                                 |
| Grand Theft Auto: Vice City                                       | PlayStation 2 Originals on PlayStation 4 | December 5, 2015   | Rockstar North                                                                                                 |
| Grand Theft Auto Online: Executives and Other Criminals           | Microsoft Windows                        | December 15, 2015  | Rockstar North                                                                                                 |
| Grand Theft Auto Online: Executives and Other Criminals           | PlayStation 4                            | December 15, 2015  | Rockstar North                                                                                                 |
| Grand Theft Auto Online: Executives and Other Criminals           | Xbox One                                 | December 15, 2015  | Rockstar North                                                                                                 |
| Grand Theft Auto: Liberty City Stories                            | iOS                                      | December 17, 2015  | Lucid Games / Lucid Games                                                                                      |
| Grand Theft Auto Online: Festive Surprise 2015                    | Microsoft Windows                        | December 23, 2015  | Rockstar North                                                                                                 |
| Grand Theft Auto Online: Festive Surprise 2015                    | PlayStation 4                            | December 23, 2015  | Rockstar North                                                                                                 |
| Grand Theft Auto Online: Festive Surprise 2015                    | Xbox One                                 | December 23, 2015  | Rockstar North                                                                                                 |
| Grand Theft Auto Online: January 2016 Update                      | Microsoft Windows                        | January 28, 2016   | Rockstar North                                                                                                 |
| Grand Theft Auto Online: January 2016 Update                      | PlayStation 4                            | January 28, 2016   | Rockstar North                                                                                                 |
| Grand Theft Auto Online: January 2016 Update                      | Xbox One                                 | January 28, 2016   | Rockstar North                                                                                                 |
| Grand Theft Auto Online: Be My Valentine                          | Microsoft Windows                        | February 10, 2016  | Rockstar North                                                                                                 |
| Grand Theft Auto Online: Be My Valentine                          | PlayStation 4                            | February 10, 2016  | Rockstar North                                                                                                 |
| Grand Theft Auto Online: Be My Valentine                          | Xbox One                                 | February 10, 2016  | Rockstar North                                                                                                 |
| Grand Theft Auto: Liberty City Stories                            | Android                                  | February 11, 2016  | Lucid Games / Lucid Games                                                                                      |
| Grand Theft Auto: Liberty City Stories                            | Amazon Fire TV                           | March 11, 2016     | Lucid Games / Lucid Games                                                                                      |
| Grand Theft Auto: Liberty City Stories                            | Fire OS                                  | March 11, 2016     | Lucid Games / Lucid Games                                                                                      |
| Grand Theft Auto Online: Lowriders – Custom Classics              | Microsoft Windows                        | March 15, 2016     | Rockstar North                                                                                                 |
| Grand Theft Auto Online: Lowriders – Custom Classics              | PlayStation 4                            | March 15, 2016     | Rockstar North                                                                                                 |
| Grand Theft Auto Online: Lowriders – Custom Classics              | Xbox One                                 | March 15, 2016     | Rockstar North                                                                                                 |
| Bully                                                             | PlayStation 2 Originals on PlayStation 4 | March 22, 2016     | Rockstar Vancouver                                                                                             |
| Manhunt                                                           | PlayStation 2 Originals on PlayStation 4 | March 22, 2016     | Rockstar North                                                                                                 |
| Max Payne                                                         | PlayStation 2 Originals on PlayStation 4 | April 22, 2016     | Rockstar Canada                                                                                                |
| Grand Theft Auto Online: Further Adventures in Finance and Felony | Microsoft Windows                        | June 7, 2016       | Rockstar North                                                                                                 |
| Grand Theft Auto Online: Further Adventures in Finance and Felony | PlayStation 4                            | June 7, 2016       | Rockstar North                                                                                                 |
| Grand Theft Auto Online: Further Adventures in Finance and Felony | Xbox One                                 | June 7, 2016       | Rockstar North                                                                                                 |
| The Warriors                                                      | PlayStation 2 Originals on PlayStation 4 | July 6, 2016       | Rockstar Toronto                                                                                               |
| Grand Theft Auto Online: Cunning Stunts                           | Microsoft Windows                        | July 12, 2016      | Rockstar North                                                                                                 |
| Grand Theft Auto Online: Cunning Stunts                           | PlayStation 4                            | July 12, 2016      | Rockstar North                                                                                                 |
| Grand Theft Auto Online: Cunning Stunts                           | Xbox One                                 | July 12, 2016      | Rockstar North                                                                                                 |
| Grand Theft Auto Online: Bikers                                   | Microsoft Windows                        | October 4, 2016    | Rockstar North                                                                                                 |
| Grand Theft Auto Online: Bikers                                   | PlayStation 4                            | October 4, 2016    | Rockstar North                                                                                                 |
| Grand Theft Auto Online: Bikers                                   | Xbox One                                 | October 4, 2016    | Rockstar North                                                                                                 |
| Red Dead Revolver                                                 | PlayStation 2 Originals on PlayStation 4 | October 11, 2016   | Rockstar San Diego                                                                                             |
| Bully: Anniversary Edition                                        | Android                                  | December 8, 2016   | War Drum Studios                                                                                               |
| Bully: Anniversary Edition                                        | iOS                                      | December 8, 2016   | War Drum Studios                                                                                               |
| Grand Theft Auto Online: Import/Export                            | Microsoft Windows                        | December 13, 2016  | Rockstar North                                                                                                 |
| Grand Theft Auto Online: Import/Export                            | PlayStation 4                            | December 13, 2016  | Rockstar North                                                                                                 |
| Grand Theft Auto Online: Import/Export                            | Xbox One                                 | December 13, 2016  | Rockstar North                                                                                                 |
| Grand Theft Auto Online: Cunning Stunts – Special Vehicle Circuit | Microsoft Windows                        | March 14, 2017     | Rockstar North                                                                                                 |
| Grand Theft Auto Online: Cunning Stunts – Special Vehicle Circuit | PlayStation 4                            | March 14, 2017     | Rockstar North                                                                                                 |
| Grand Theft Auto Online: Cunning Stunts – Special Vehicle Circuit | Xbox One                                 | March 14, 2017     | Rockstar North                                                                                                 |
| Grand Theft Auto Online: Gunrunning                               | Microsoft Windows                        | June 13, 2017      | Rockstar North                                                                                                 |
| Grand Theft Auto Online: Gunrunning                               | PlayStation 4                            | June 13, 2017      | Rockstar North                                                                                                 |
| Grand Theft Auto Online: Gunrunning                               | Xbox One                                 | June 13, 2017      | Rockstar North                                                                                                 |
| Grand Theft Auto Online: Smuggler's Run                           | Microsoft Windows                        | August 29, 2017    | Rockstar North                                                                                                 |
| Grand Theft Auto Online: Smuggler's Run                           | PlayStation 4                            | August 29, 2017    | Rockstar North                                                                                                 |
| Grand Theft Auto Online: Smuggler's Run                           | Xbox One                                 | August 29, 2017    | Rockstar North                                                                                                 |
| L.A. Noire                                                        | Nintendo Switch                          | November 14, 2017  | Virtuos / Rockstar San Diego / Virtuos / Rockstar North / Rockstar Leeds                                       |
| L.A. Noire                                                        | PlayStation 4                            | November 14, 2017  | Virtuos / Rockstar San Diego / Virtuos / Rockstar North / Rockstar Leeds                                       |
| L.A. Noire                                                        | Xbox One                                 | November 14, 2017  | Virtuos / Rockstar San Diego / Virtuos / Rockstar North / Rockstar Leeds                                       |
| Grand Theft Auto Online: The Doomsday Heist                       | Microsoft Windows                        | December 12, 2017  | Rockstar North                                                                                                 |
| Grand Theft Auto Online: The Doomsday Heist                       | PlayStation 4                            | December 12, 2017  | Rockstar North                                                                                                 |
| Grand Theft Auto Online: The Doomsday Heist                       | Xbox One                                 | December 12, 2017  | Rockstar North                                                                                                 |
| L.A. Noire: The VR Case Files                                     | HTC Vive                                 | December 15, 2017  | Videogames Deluxe Sydney / Rockstar San Diego / Rockstar San Diego / Rockstar Leeds / Virtuos                  |
| Grand Theft Auto Online: Southern San Andreas Super Sport Series  | Microsoft Windows                        | March 20, 2018     | Rockstar North                                                                                                 |
| Grand Theft Auto Online: Southern San Andreas Super Sport Series  | PlayStation 4                            | March 20, 2018     | Rockstar North                                                                                                 |
| Grand Theft Auto Online: Southern San Andreas Super Sport Series  | Xbox One                                 | March 20, 2018     | Rockstar North                                                                                                 |
| L.A. Noire: The VR Case Files                                     | Oculus Rift                              | March 29, 2018     | Videogames Deluxe Sydney / Rockstar San Diego / Rockstar San Diego / Rockstar Leeds / Virtuos                  |
| Grand Theft Auto Online: After Hours                              | Microsoft Windows                        | July 24, 2018      | Rockstar North                                                                                                 |
| Grand Theft Auto Online: After Hours                              | PlayStation 4                            | July 24, 2018      | Rockstar North                                                                                                 |
| Grand Theft Auto Online: After Hours                              | Xbox One                                 | July 24, 2018      | Rockstar North                                                                                                 |
| Red Dead Redemption 2                                             | PlayStation 4                            | October 26, 2018   | Rockstar Studios                                                                                               |
| Red Dead Redemption 2                                             | Xbox One                                 | October 26, 2018   | Rockstar Studios                                                                                               |
| Red Dead Redemption 2 Companion App                               | Android                                  | October 26, 2018   | Rockstar Studios                                                                                               |
| Red Dead Redemption 2 Companion App                               | iOS                                      | October 26, 2018   | Rockstar Studios                                                                                               |
| Grand Theft Auto Online: Arena War                                | Microsoft Windows                        | December 11, 2018  | Rockstar North                                                                                                 |
| Grand Theft Auto Online: Arena War                                | PlayStation 4                            | December 11, 2018  | Rockstar North                                                                                                 |
| Grand Theft Auto Online: Arena War                                | Xbox One                                 | December 11, 2018  | Rockstar North                                                                                                 |
| Red Dead Online                                                   | PlayStation 4                            | May 14, 2019       | Rockstar Studios                                                                                               |
| Red Dead Online                                                   | Xbox One                                 | May 14, 2019       | Rockstar Studios                                                                                               |
| Grand Theft Auto Online: The Diamond Casino & Resort              | Microsoft Windows                        | July 23, 2019      | Rockstar North                                                                                                 |
| Grand Theft Auto Online: The Diamond Casino & Resort              | PlayStation 4                            | July 23, 2019      | Rockstar North                                                                                                 |
| Grand Theft Auto Online: The Diamond Casino & Resort              | Xbox One                                 | July 23, 2019      | Rockstar North                                                                                                 |
| Red Dead Online: Frontier Pursuits                                | PlayStation 4                            | September 10, 2019 | Rockstar Studios                                                                                               |
| Red Dead Online: Frontier Pursuits                                | Xbox One                                 | September 10, 2019 | Rockstar Studios                                                                                               |
| L.A. Noire: The VR Case Files                                     | PlayStation VR                           | September 24, 2019 | Rockstar Studios                                                                                               |
| Red Dead Redemption 2                                             | Microsoft Windows                        | November 5, 2019   | Rockstar Studios                                                                                               |
| Red Dead Redemption 2                                             | Google Stadia                            | November 2019      | Rockstar Studios                                                                                               |